# Josefina Esquivel de Quintana
Josefina Esquivel de Quintana (Valle de Bravo, Estado de México, 19 de marzo de 1918-desconocido) fue una campesina y política mexicana, miembro del Partido Revolucionario Institucional (PRI). Fue diputada federal entre 1976 y 1979.

## Biografía
Originaria de Valle de Bravo, donde cursó únicamente hasta el cuarto grado de primaria. Fue hija de J. Carmen Esquivel, quien alcanzó el grado de general brigadier del Ejército Libertador del Sur.
Desde 1932 inició su participación en las organizaciones políticas campesinas. Fue secretaria de Acción Femenil de la Liga de Comunidades Agrarias y Sindicatos Campesinos del Estado de México, que era la sección en dicho estado de la Confederación Nacional Campesina (CNC) y luego ocupó el mismo cargo en el Comité Regional Campesino de Valle de Bravo de 1963 a 1970.
En 1976 fue postulada por el PRI como candidata a diputada federal por el Distrito 2 del estado de México, resultando elegida a la L Legislatura que concluyó en 1979. En la Cámara de Diputados fue integrante de la 2a. sección de la comisión de Acción Social; y de la sección de Desarrollo de las Mujeres Campesinas de la comisión de Asuntos Agrarios.